# 令和元年10月25日の大雨
令和元年10月25日の大雨（れいわがんねん10がつ25にちのおおあめ）は、2019年（令和元年）10月25日に台風21号により発生し、千葉県を中心に被害をもたらした豪雨災害である。
台風21号が10月24日から26日にかけて日本の東海上を北上し、台風から暖かく湿った空気が流れ込んだため、大気の状態が不安定となり、関東地方と東北地方の太平洋側で豪雨となった。特に千葉県と福島県では総降水量が200mmを超え、わずか半日足らずで平年の10月1か月分の降水量を上回る記録的な大雨となった。このため、千葉県で11人、福島県で2人が死亡した。
この両県では、先に発生した9月9日の令和元年房総半島台風（台風15号）、10月12日の令和元年東日本台風（台風19号）による被害の復旧途上で再び大雨に見舞われたため、27河川で氾濫が起き、各地で土砂崩れや浸水被害が発生した。
2019年12月4日、この大雨を激甚災害に指定する政令が公布された。

## 概要

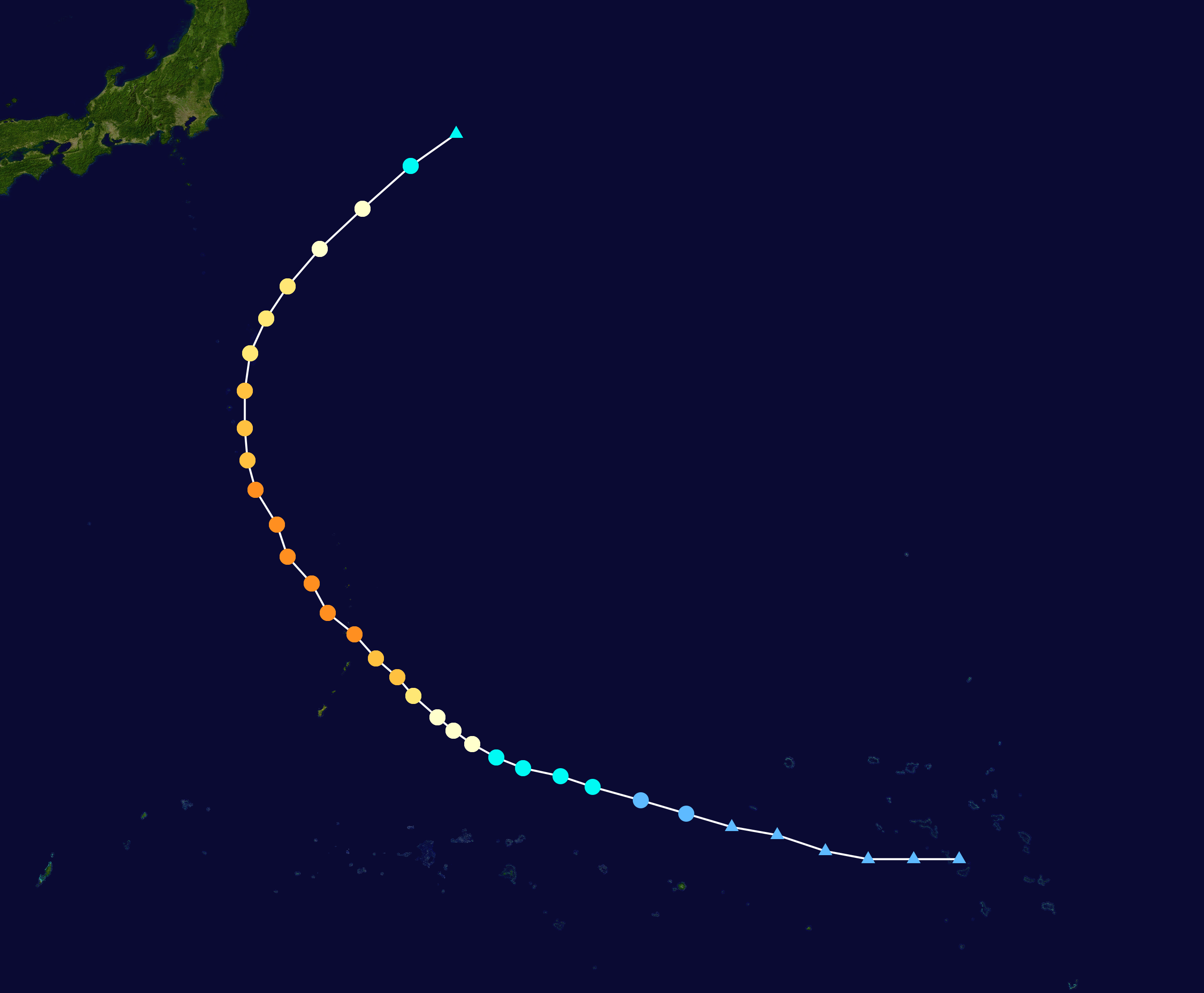
台風21号の進路図

東日本の太平洋沿岸にあった低気圧に向かって南から暖かく湿った空気が流れ込むとともに、10月24日から26日にかけて日本の東海上を北上した台風21号周辺の湿った空気が流れ込み、大気の状態が非常に不安定となった。このため、関東地方から東北地方の太平洋側を中心に広い範囲で大雨となり、12時間降水量が10月の降水量平年値を超えたところもあった。特に千葉県や福島県を中心に、1時間・3時間・6時間・12時間降水量の観測史上1位の値を更新する記録的な大雨となった。
気象庁より暫定公表された観測データから、千葉県に記録的な大雨をもたらした要因は次の3点が影響しているとみられる。
1. 寒気を伴う上空の低気圧が接近したことにより上昇気流が発生し、大気の状態が不安定となったこと。
2. 内陸からの寒気の流れ込みにより、低気圧から千葉県、茨城県方面に向かって発生した局地的な前線が強化され、停滞したこと。
3. この前線に向かって台風21号周辺などからの多量の湿った空気が、強風により流れ込み続けたこと。

なお福島県から宮城県の太平洋側では、25日夜を中心に関東付近の低気圧の北上に伴い、この低気圧と千島近海に中心を持つ高気圧と間で気圧傾度が大きくなり、東からの強風により湿った空気が流れ込み、大雨となったとみられる。

## 被害・影響
千葉県を中心に、河川の氾濫や洪水、土砂災害などの被害が発生した。以下は2020年10月13日18時現在の消防庁による被害状況の集計である。
- 死者13人
- 行方不明者0人
- 負傷者13人（重傷5人、軽傷8人）
- 住家被害4,998棟（全壊34棟、半壊1,897棟、一部破損2,279棟、床上浸水106棟、床下浸水682棟）
- 非住家被害34棟

死者のおよそ半数は、車での避難中に車体が水没したり河川に流されたことなどによる「車中死」であった。そのため、避難のあり方を改めて捉え直す災害となった。
千葉県においては、千葉市緑区で2か所で土砂崩れが発生し、60代の男女2人と40代の女性1人が死亡した。市原市でも土砂崩れが発生し、50代の女性1人が死亡した。
茂原市では、川に流されたとみられる男性1人が死亡した。また別に女性が川に流されるのを目撃したという通報があり、その後遺体で発見された。
長柄町では、2台の自動車内から男性がそれぞれ1人見つかったがどちらも死亡した。長南町でも同様の被害で男性2人が死亡した。佐倉市でも80代の男性が遺体で見つかった。
福島県相馬市では市内を流れる川の水があふれ、60代の女性が遺体で見つかった。また一緒にいた30代の息子も遺体で見つかった。
2週間前の台風19号で鉄道が寸断されるなどの大きな被害となった宮城県丸森町でも、25日に100mm以上の雨が降るなど、被災地にさらなる被害をもたらした。

### 河川の氾濫
15河川の19か所で氾濫が発生した。自治体が作成したハザードマップの浸水想定区域外でも被害が発生した。避難所となっていた公民館や市役所が浸水しただけでなく、道路でも死者が出たとみられる。氾濫した一宮川流域の千葉県茂原市では、いずれも浸水想定区域外にある市役所と中央公民館が浸水した。

### ライフライン
千葉県内では10月25日午後5時半時点で約2万3400戸が停電し、最大4700戸が断水した。

### 交通
豪雨の影響で公共交通機関が軒並み動かなくなり、道路の冠水も相次いだためで、千葉県内の児童・生徒1200人が帰宅困難となり、学校の体育館や教室、付近の宿泊施設で一夜を過ごした。
26日正午時点で、東関東自動車道の茨城空港北IC・鉾田IC間の上下線、圏央道の茂原北IC・市原鶴舞ICの内回り・外回りで通行止めが続いた。
翌日26日にはほとんどの鉄道路線で運行再開したが、東日本旅客鉄道（JR東日本）総武本線の榎戸駅 - 成東駅間は線路の下の土壌が流出したため運転再開は10月28日に、久留里線の久留里駅 - 上総亀山駅間は倒木と土砂崩れのため運転再開は11月1日となった。
被害の大きかった佐倉市に本社・営業所（田町車庫）を置くちばグリーンバスでは、26日早朝に近くを流れる鹿島川の氾濫でバス車庫が水没、浸水した3台を含む車両10数台が廃車となる被害を受けた。京成グループの他のバス会社から車両応援を受けたが、全路線が通常運行に復帰したのは翌月の11月16日であった。

## 国家機関等の対応
内閣府非常災害対策本部では、令和元年東日本台風（台風19号）による対応と並行して今回の豪雨災害の対応を実施した。詳細については同記事の記事を参照。
そのため、東日本台風を激甚災害に指定する政令の指定期間を延長する形で、今回の災害についても激甚災害に指定された。
また、この豪雨で自衛隊による災害派遣が2件実施された。
また千葉県は河川の氾濫により救助の要請が相次いだ茂原市に向けて県内4ブロックより構成される千葉県消防広域応援隊を派遣した。